# Вулкан Кошелева
Вулкан Кошелева — действующий вулканический массив, расположенный в России, в южной части полуострова Камчатка, на территории Южно-Камчатского федерального заказника. Состоит из пяти стратовулканов — Восточного, Центрального, Валентина, Западного и Древне-Кошелевского. Чтобы возник такой вулканический комплекс, необходима целая серия мощных извержений. Предполагается, что последнее из них произошло в конце XVII века (1690 год). На текущий период наблюдается активная фумарольная деятельность. В 1996 году произошло усиление фумарольной деятельности.

## Подробнее
Формирование и развитие вулкана происходило на протяжении периода плейстоцен-голоцена. Сложен он базальтовыми и андезитовыми лавами и лавобрекчиями.
- Вершина Восточного вулкана с отметкой 1812 м является высшей точкой массива. В кальдере вырос новый вулкан, из которого вылился лавовый поток в сторону севера.
- Центральный вулкан является потухшим и обладает кратером диаметром более 1 километра. На внешнем склоне расположены Белые водопады.
- Валентин — это широкий конусообразный массив, в кратере которого расположены Верхне-Кошелевские парогидротермы.
- Западный — представляет собой склон, на котором выделяются Гремучие ключи — Нижне-Кошелевские парогидротермы. Его кальдера очень глубока и из неё начинается река Левая Шумная.
- Древне-Кошелевский вулкан практически не выделяется и его остатки сложно выделить.

## Название
В 1910 году назван в честь правителя Камчатской области в 1803—1806 годах Павла Ивановича Кошелева.